# 7905 Juzoitami
7905 Juzoitami este un asteroid din centura principală de asteroizi.

## Descriere
7905 Juzoitami este un asteroid din centura principală de asteroizi. A fost descoperit pe 24 iulie 1997 la Kuma Kogen de Akimasa Nakamura. El prezintă o orbită caracterizată de o semiaxă mare de 3,11 ua, o excentricitate de 0,08 și o înclinație de 12,2° în raport cu ecliptica.